# Сони Ериксон J230
Сони Ериксон J230 је мобилни телефон из сониериксонове Ј серије.

## Карактеристике
- GPRS Class 8 (4+1 slots) with Data speed 32 - 40 kbit/s
- Поруке: СМС, ЕМС, ММС, Имејл
- Сат и аларм
- Игрице: 3 - Black Deal, Casino Wheels and Deep Abyss
- WAP 1.2.1
- T9
- Дигитрон
- Image viewer
- Календар
- Стоперица